# Каземи, Ахмад
Ахмад Каземи (22 июля 1958 года — 9 января 2006 года) — иранский военачальник, бригадный генерал.
Информация о детских, юношеских годах Ахмада Каземи, о его военном образовании — отсутствует. Каземи — ветеран ирано-иракской войны 1980—1988 годов.
В 1999 году, после подавления студенческих волнений в Тегеране, был одним из 24 офицеров КСИР, которые написали письмо президенту Мохаммаду Хатами, выразив свою озабоченность произошедшим и недовольство тем, что к подавлению выступлений была привлечена армия.

## Карьера
- 2000—2005: Командующий Военно-воздушными силами КСИР
- 2005—2006: Командующий Сухопутными силами КСИР[2].

## Гибель
9 января 2006 года самолёт Falcon, на котором летел генерал Каземи и другие высокопоставленные офицеры КСИР с инспекцией войск КСИР близ границ Турции и Ирака, разбился в 13 км к юго-востоку от озера Урмия.
Погибли все 15 пассажиров и члены экипажа, среди которых помимо Каземи были высшие офицеры сухопутных войск КСИР.
По словам официального представителя Корпуса Стражей исламской революции бригадного генерала Сейеда-Масуда Джазайери, катастрофа произошла из-за плохих погодных условий и отказа обоих двигателей.